# Sergi Bruguera
Sergi Bruguera (ur. 16 stycznia 1971 w Barcelonie) – hiszpański tenisista, mistrz French Open 1993 i French Open 1994, srebrny medalista olimpijski z Atlanty (1996), reprezentant w Pucharze Davisa.

## Kariera tenisowa
Jako zawodowy tenisista Bruguera występował w latach 1988−2002.
W grze pojedynczej dwukrotnie zwyciężył w turniejach wielkoszlemowych na kortach Rolanda Garrosa, pokonując w finałach 1993 Jima Couriera i 1994 Alberto Berasateguiego. Po raz trzeci dotarł do finału w 1997 roku, ale przegrał z Gustavo Kuertenem. Łącznie w singlu Bruguera odniósł 14 zwycięstw turniejowych rangi ATP World Tour oraz uczestniczył w 21 finałach. Kilkakrotnie występował w kończącym sezon turnieju ATP Finals.
W grze podwójnej Hiszpan wygrał 3 turnieje ATP World Tour.
W 1996 roku Bruguera awansował do finału gry pojedynczej igrzysk olimpijskich w Atlancie, ale uległ w nim Andre Agassiemu.
W latach 1990−1995 reprezentował Hiszpanię w Pucharze Davisa, grając łącznie w 23 meczach, z których w 12 triumfował.
W rankingu gry pojedynczej Bruguera najwyżej był na 3. miejscu (1 sierpnia 1994), a w klasyfikacji gry podwójnej na 49. pozycji (6 maja 1991).
W 2014 roku został trenerem Richarda Gasqueta, z którym pracował do końca sezonu 2017.

### Finały w turniejach ATP World Tour
| Legenda                                      |
| -------------------------------------------- |
| Wielki Szlem                                 |
| Igrzyska olimpijskie                         |
| Tennis Masters Cup / ATP Finals              |
| ATP Masters Series / ATP Tour Masters 1000   |
| ATP International Series Gold / ATP Tour 500 |
| ATP International Series / ATP Tour 250      |

#### Gra pojedyncza (14–21)
| Końcowy wynik | Nr  | Data                 | Turniej            | Nawierzchnia    | Przeciwnik          | Wynik finału             |
| ------------- | --- | -------------------- | ------------------ | --------------- | ------------------- | ------------------------ |
| Finalista     | 1.  | 15 lipca 1990        | Gstaad             | Ceglana         | Martín Jaite        | 3:6, 7:6, 2:6, 2:6       |
| Finalista     | 2.  | 16 września 1990     | Genewa             | Ceglana         | Horst Skoff         | 6:7, 6:7                 |
| Zwycięzca     | 1.  | 7 kwietnia 1991      | Estoril            | Ceglana         | Karel Nováček       | 7:6(7), 6:1              |
| Finalista     | 3.  | 14 kwietnia 1991     | Barcelona          | Ceglana         | Emilio Sánchez      | 4:6, 6:7(7), 2:6         |
| Zwycięzca     | 2.  | 28 kwietnia 1991     | Monte Carlo        | Ceglana         | Boris Becker        | 5:7, 6:4, 7:6(6), 7:6(4) |
| Finalista     | 4.  | 14 lipca 1991        | Gstaad             | Ceglana         | Emilio Sánchez      | 1:6, 4:6, 4:6            |
| Zwycięzca     | 3.  | 6 października 1991  | Monte Carlo        | Ceglana         | Jordi Arrese        | 7:5, 6:3                 |
| Finalista     | 5.  | 5 kwietnia 1992      | Estoril            | Ceglana         | Carlos Costa        | 6:4, 2:6, 2:6            |
| Zwycięzca     | 4.  | 3 maja 1992          | Madryt             | Ceglana         | Carlos Costa        | 7:6(6), 6:2, 6:2         |
| Zwycięzca     | 5.  | 12 lipca 1992        | Gstaad             | Ceglana         | Francisco Clavet    | 6:1, 6:4                 |
| Finalista     | 6.  | 20 września 1992     | Bordeaux           | Ceglana         | Andrij Medwediew    | 3:6, 6:1, 2:6            |
| Zwycięzca     | 6.  | 4 października 1992  | Palermo            | Ceglana         | Emilio Sánchez      | 6:1, 6:3                 |
| Finalista     | 7.  | 11 października 1992 | Ateny              | Ceglana         | Jordi Arrese        | 5:7, 0:3 krecz           |
| Finalista     | 8.  | 14 lutego 1993       | Mediolan           | Dywanowa (hala) | Boris Becker        | 3:6, 3:6                 |
| Finalista     | 9.  | 11 kwietnia 1993     | Barcelona          | Ceglana         | Andrij Medwediew    | 7:6(7), 3:6, 5:7, 4:6    |
| Zwycięzca     | 7.  | 25 kwietnia 1993     | Monte Carlo        | Ceglana         | Cédric Pioline      | 7:6(2), 6:0              |
| Finalista     | 10. | 2 maja 1993          | Madryt             | Ceglana         | Stefan Edberg       | 3:6, 3:6, 2:6            |
| Zwycięzca     | 8.  | 6 czerwca 1993       | French Open, Paryż | Ceglana         | Jim Courier         | 6:4, 2:6, 6:2, 3:6, 6:3  |
| Zwycięzca     | 9.  | 11 lipca 1993        | Gstaad             | Ceglana         | Karel Nováček       | 6:3, 6:4                 |
| Zwycięzca     | 10. | 8 sierpnia 1993      | Praga              | Ceglana         | Andriej Czesnokow   | 7:5, 6:4                 |
| Zwycięzca     | 11. | 19 września 1993     | Bordeaux           | Twarda          | Diego Nargiso       | 7:5, 6:2                 |
| Finalista     | 11. | 3 października 1993  | Palermo            | Ceglana         | Thomas Muster       | 6:7(2), 5:7              |
| Finalista     | 12. | 6 lutego 1994        | Dubaj              | Twarda          | Magnus Gustafsson   | 4:6, 2:6                 |
| Finalista     | 13. | 24 kwietnia 1994     | Monte Carlo        | Ceglana         | Andrij Medwediew    | 5:7, 1:6, 3:6            |
| Finalista     | 14. | 1 maja 1994          | Madryt             | Ceglana         | Thomas Muster       | 2:6, 6:3, 4:6, 5:7       |
| Zwycięzca     | 12. | 5 czerwca 1994       | French Open, Paryż | Ceglana         | Alberto Berasategui | 6:3, 7:5, 2:6, 6:1       |
| Zwycięzca     | 13. | 10 lipca 1994        | Gstaad             | Ceglana         | Guy Forget          | 3:6, 7:5, 6:2, 6:1       |
| Zwycięzca     | 14. | 7 sierpnia 1994      | Praga              | Ceglana         | Andrij Medwediew    | 6:3, 6:4                 |
| Finalista     | 15. | 21 maja 1995         | Rzym               | Ceglana         | Thomas Muster       | 6:3, 6:7(5), 2:6, 3:6    |
| Finalista     | 16. | 2 sierpnia 1996      | Atlanta            | Twarda          | Andre Agassi        | 2:6, 3:6, 1:6            |
| Finalista     | 17. | 2 marca 1997         | Mediolan           | Dywanowa (hala) | Goran Ivanišević    | 2:6, 2:6                 |
| Finalista     | 18. | 30 marca 1997        | Miami              | Twarda          | Thomas Muster       | 6:7(6), 3:6, 1:6         |
| Finalista     | 19. | 8 marca 1997         | French Open, Paryż | Ceglana         | Gustavo Kuerten     | 3:6, 4:6, 2:6            |
| Finalista     | 20. | 27 lipca 1997        | Umag               | Ceglana         | Félix Mantilla      | 3:6, 5:7                 |
| Finalista     | 21. | 30 lipca 2000        | San Marino         | Ceglana         | Álex Calatrava      | 6:7(7), 6:1, 4:6         |

#### Gra podwójna (3–0)
| Końcowy wynik | Nr | Data             | Turniej   | Nawierzchnia | Partner            | Przeciwnicy                 | Wynik finału  |
| ------------- | -- | ---------------- | --------- | ------------ | ------------------ | --------------------------- | ------------- |
| Zwycięzca     | 1. | 13 maja 1990     | Hamburg   | Ceglana      | Jim Courier        | Udo Riglewski Michael Stich | 7:6, 6:2      |
| Zwycięzca     | 2. | 17 czerwca 1990  | Florencja | Ceglana      | Horacio de la Peña | Luiz Mattar Diego Pérez     | 3:6, 6:3, 6:4 |
| Zwycięzca     | 3. | 15 września 1991 | Genewa    | Ceglana      | Marc Rosset        | Per Henricsson Ola Jonsson  | 3:6, 6:3, 6:2 |